# 陽村站 (京畿道)
陽村站（：／ Yangchon yeok */?）是金浦都市輕軌的起點車站，位於韓國京畿道金浦市陽村邑。

## 車站結構
站體為2面2線側式月台的地面車站，候車月台設有月台幕門，並有2處出口。
本站是全線唯一的一座地面車站。

### 月台配置
| 起終點站 |
| \| 上    |
| 九來 ↓   |

| 月台 | 路線          | 目的地       |
| ---- | ------------- | ------------ |
| 上行 | ●金浦都市鐵道 | 此站終着     |
| 下行 | ●金浦都市鐵道 | 金浦機場方向 |

## 歷史
- 2019年9月28日：落成啟用。

## 圖片

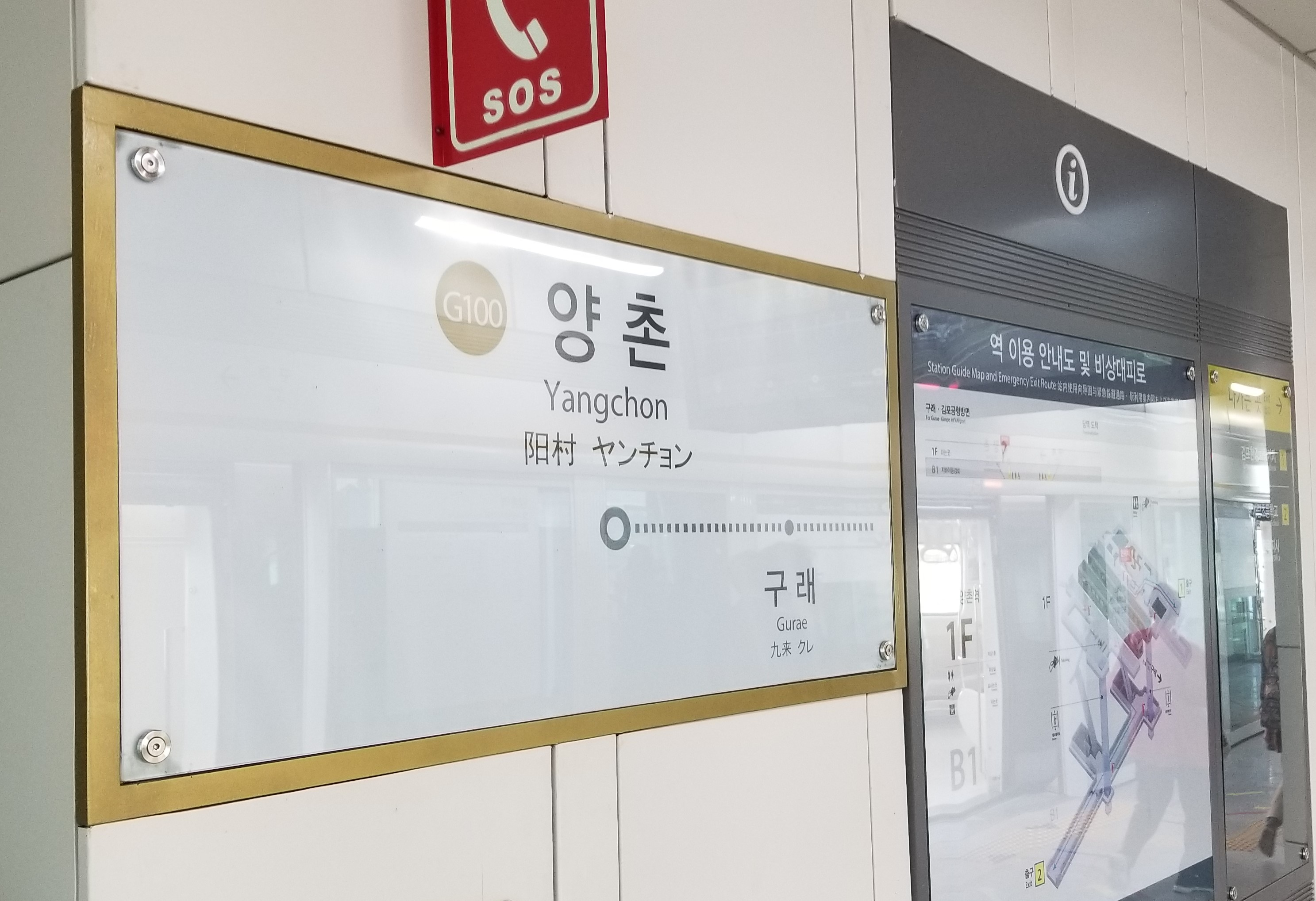
站名牌
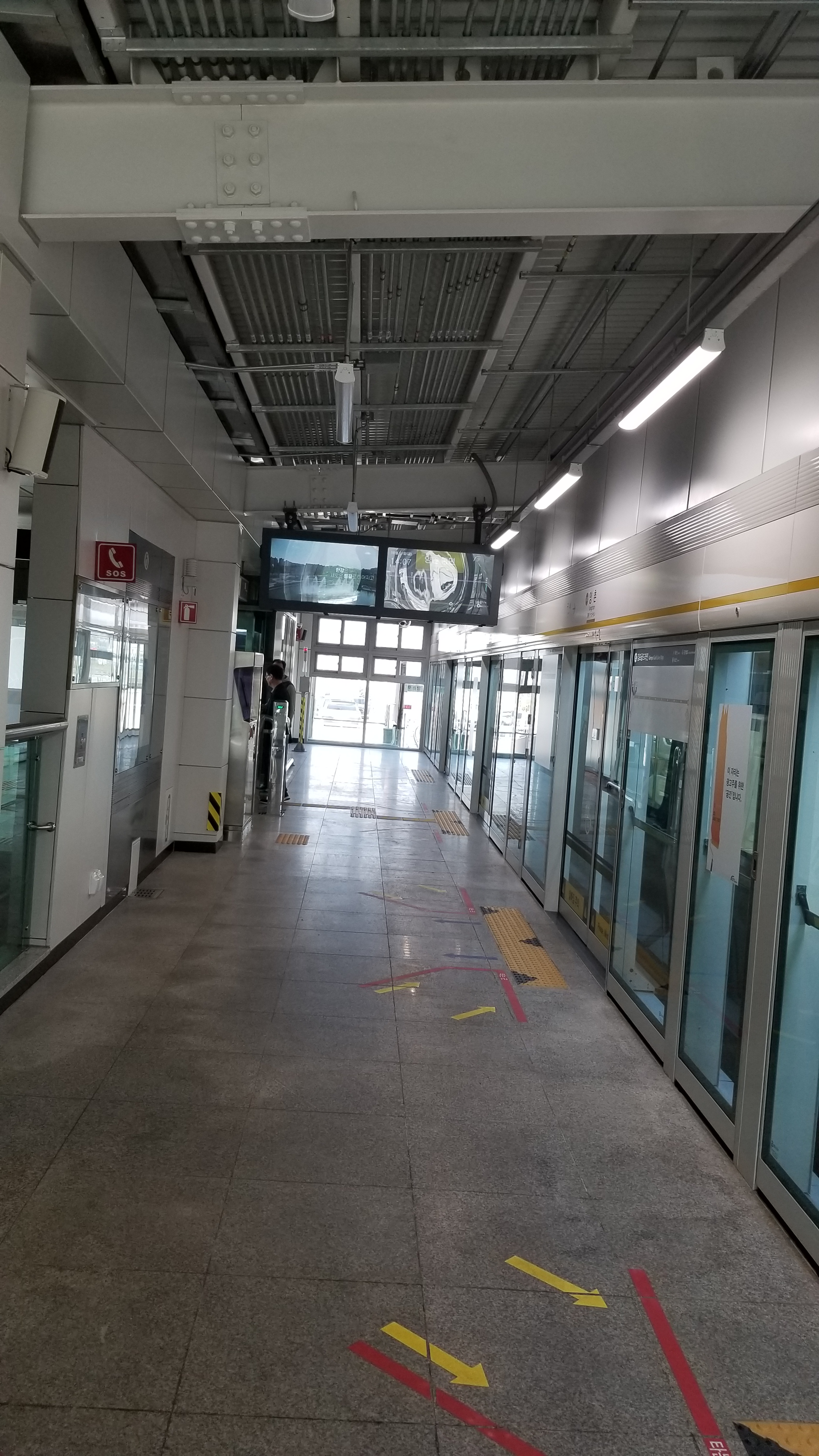
候車月台

## 相鄰車站
金浦都市鐵道
●金浦都市鐵道
陽村（G100）－九來（G101）